# Marc Forster
Marc Forster (ur. 27 stycznia 1969 w Ulm w Niemczech) – niemiecko-szwajcarski reżyser filmowy i scenarzysta. Dorastał w Davos, w 1990 roku przeniósł się do Nowego Jorku, gdzie studiował na tamtejszym uniwersytecie i realizował filmy dokumentalne. Przełomem w jego karierze był film Czekając na wyrok.

## Filmografia
- 2000: Everything Put Together
- 2001: Czekając na wyrok (Monster’s Ball)
- 2004: Marzyciel (Finding Neverland)
- 2005: Zostań (Stay)
- 2006: Przypadek Harolda Cricka (Stranger Than Fiction)
- 2007: Chłopiec z latawcem (The Kite Runner)
- 2008: 007 Quantum of Solace (Quantum of Solace)
- 2011: Kaznodzieja z karabinem (Machine Gun Preacher)
- 2013: World War Z
- 2016: Widzę tylko ciebie (All I See Is You)
- 2018: Krzysiu, gdzie jesteś? (Christopher Robin)
- 2022: Mężczyzna imieniem Otto (A Man Called Otto)
- 2024: Cudowny chłopak. Biały ptak (White Bird)